# Drosophila bifurca
Drosophila bifurca là một loài ruồi giấm. Con đực của loài này nổi tiếng với chiều dài tinh trùng lớn nhất trong các loài sinh vật trên Trái Đất, đến 5,8 cm.